# شهرستان شیانگشوی
شهرستان شیانگشوی (به لاتین: Xiangshui County) یک شهرستان‌های جمهوری خلق چین در چین است که در یانچنگ واقع شده‌است.